# Bronzer
Bronzer is een make-up-product dat wordt gebruikt om het gezicht een bruinere tint te geven. Het wordt dan ook vaak gebruikt als alternatief voor een contouringkit.
Om te voorkomen dat het lijkt alsof het gezicht er een volledig andere huidskleur door krijgt, brengt men de bronzer niet overal aan, maar slechts aan de zijkant van het gezicht (of eventueel aan de zijkanten van de neus). Vaak wordt deze make-up in een "3"-vorm aangebracht. Het aanbrengen kan met een kwast, vingers of een beautyblender.